# УикиИслям
УикиИслям (или WikiIslam) е многоезично уики, критикуващо исляма. Използва безплатния уики софтуер с отворен код „МедияУики“. Съществуват версии на различни езици, включително български. Регистрираните потребители имат право да променят и редактират съдържанието му. Уебсайтът е основан през 2006 г. от Али Сина (живеещ в Канада, бивш мюсюлманин от Иран, който по-късно става атеист и критик на исляма). През 2015 г. сайтът е придобит от неправителствената организация Ex-Muslims of North America (EXMNA).